# 米内内閣
米内内閣（よないないかく）は、軍事参議官・予備役海軍大将の米内光政が第37代内閣総理大臣に任命され、1940年（昭和15年）1月16日から1940年（昭和15年）7月22日まで続いた日本の内閣。

## 閣僚の顔ぶれ・人事

### 国務大臣
1940年（昭和15年）1月16日任命。在職日数189日。 
| 職名                                                        | 代 | 氏名       | 氏名 | 出身等                          | 特命事項等         | 備考   |
| ----------------------------------------------------------- | -- | ---------- | ---- | ------------------------------- | ------------------ | ------ |
| 内閣総理大臣                                                | 37 | 米内光政   |      | 予備役海軍大将 （海大甲種12期） | 興亜院総裁兼任     |        |
| 外務大臣                                                    | 55 | 有田八郎   |      | 貴族院 無所属 （無会派）        |                    |        |
| 内務大臣                                                    | 53 | 児玉秀雄   |      | 貴族院 無所属 （研究会） 伯爵   |                    |        |
| 大蔵大臣                                                    | 41 | 櫻内幸雄   |      | 衆議院 立憲民政党               | 企画院総裁兼任     |        |
| 陸軍大臣                                                    | 28 | 畑俊六     |      | 陸軍大将 （陸大22期）           | 対満事務局総裁兼任 | 留任   |
| 海軍大臣                                                    | 20 | 吉田善吾   |      | 海軍中将 （甲種13期）           |                    | 留任   |
| 司法大臣                                                    | 40 | 木村尚達   |      | （司法省→） 貴族院              |                    | 初入閣 |
| 文部大臣                                                    | 51 | 松浦鎮次郎 |      | 文部省                          |                    | 初入閣 |
| 農林大臣                                                    | 16 | 島田俊雄   |      | 衆議院 立憲政友会 （中島派）    |                    |        |
| 商工大臣                                                    | 19 | 藤原銀次郎 |      | 貴族院 無所属 （研究会）        |                    | 初入閣 |
| 逓信大臣                                                    | 46 | 勝正憲     |      | 衆議院 立憲民政党               |                    | 初入閣 |
| 鉄道大臣                                                    | 19 | 松野鶴平   |      | 衆議院 立憲政友会 （久原派）    |                    | 初入閣 |
| 拓務大臣                                                    | 17 | 小磯國昭   |      | 予備役陸軍大将 （陸大22期）     |                    |        |
| 厚生大臣                                                    | 5  | 吉田茂     |      | 内務省                          |                    | 初入閣 |
| 1. 代数は、臨時兼任・臨時代理を数えず、兼任・兼務は数える。 |    |            |      |                                 |                    |        |

### 内閣書記官長・法制局長官
1940年（昭和15年）1月16日任命。 
| 職名                                                        | 代 | 氏名       | 氏名 | 出身等             | 特命事項等 | 備考 |
| ----------------------------------------------------------- | -- | ---------- | ---- | ------------------ | ---------- | ---- |
| 内閣書記官長                                                | 43 | 石渡荘太郎 |      | （大蔵省→） 貴族院 |            |      |
| 法制局長官                                                  | 40 | 広瀬久忠   |      | （大蔵省→） 貴族院 |            |      |
| 1. 代数は、臨時兼任・臨時代理を数えず、兼任・兼務は数える。 |    |            |      |                    |            |      |

### 政務次官
1940年（昭和15年）1月24日任命。
| 職名         | 氏名       | 出身等                         | 備考 |
| ------------ | ---------- | ------------------------------ | ---- |
| 外務政務次官 | 小山谷蔵   | 衆議院／立憲民政党             |      |
| 内務政務次官 | 鶴見祐輔   | 衆議院／立憲民政党             |      |
| 大蔵政務次官 | 木村正義   | 衆議院／立憲政友会（中島派）   |      |
| 陸軍政務次官 | 三好英之   | 衆議院／立憲民政党             |      |
| 海軍政務次官 | 松山常次郎 | 衆議院／立憲政友会（中島派）   |      |
| 司法政務次官 | 星島二郎   | 衆議院／立憲政友会（中島派）   |      |
| 文部政務次官 | 舟橋清賢   | 貴族院／無所属（研究会）／子爵 |      |
| 農林政務次官 | 岡田喜久治 | 衆議院／立憲民政党             |      |
| 商工政務次官 | 加藤鐐五郎 | 衆議院／立憲政友会（中島派）   |      |
| 逓信政務次官 | 武知勇記   | 衆議院／立憲民政党             |      |
| 鉄道政務次官 | 宮澤裕     | 衆議院／立憲政友会（中島派）   |      |
| 拓務政務次官 | 松岡俊三   | 衆議院／立憲政友会（久原派）   |      |
| 厚生政務次官 | 一松定吉   | 衆議院／立憲民政党             |      |

### 参与官
1940年（昭和15年）1月24日任命。
| 職名       | 氏名       | 出身等                         | 備考 |
| ---------- | ---------- | ------------------------------ | ---- |
| 外務参与官 | 小高長三郎 | 衆議院／立憲政友会（中島派）   |      |
| 内務参与官 | 青山憲三   | 衆議院／立憲政友会（中島派）   |      |
| 大蔵参与官 | 松田正一   | 衆議院／立憲民政党             |      |
| 陸軍参与官 | 宮崎一     | 衆議院／立憲政友会（中島派）   |      |
| 海軍参与官 | 小山邦太郎 | 衆議院／立憲民政党             |      |
| 司法参与官 | 高木正得   | 貴族院／無所属（研究会）／子爵 |      |
| 文部参与官 | 仲井間宗一 | 衆議院／立憲民政党             |      |
| 農林参与官 | 松木弘     | 衆議院／立憲政友会（久原派）   |      |
| 商工参与官 | 喜多壮一郎 | 衆議院／立憲民政党             |      |
| 逓信参与官 | 藤生安太郎 | 衆議院／立憲政友会（久原派）   |      |
| 鉄道参与官 | 大島寅吉   | 衆議院／立憲民政党             |      |
| 拓務参与官 | 加藤成之   | 貴族院／無所属（公正会）／男爵 |      |
| 厚生参与官 | 飯村五郎   | 衆議院／立憲政友会（中島派）   |      |

## 勢力早見表
※ 内閣発足当初（前内閣の事務引継は除く）。
| 出身             | 国務大臣 | 政務次官 | 参与官 | その他                   |
| ---------------- | -------- | -------- | ------ | ------------------------ |
| 立憲政友会中島派 | 1        | 5        | 4      |                          |
| 立憲政友会久原派 | 1        | 1        | 2      |                          |
| 立憲民政党       | 2        | 6        | 5      |                          |
| 研究会           | 2        | 1        | 1      |                          |
| 公正会           | 0        | 0        | 1      |                          |
| 軍部             | 4        | 0        | 0      |                          |
| 官僚             | 4        | 0        | 0      | 法制局長官、内閣書記官長 |
|                  | 14       | 13       | 13     |                          |

## 内閣の動き
1940年当時、世界情勢は自由主義を執る英米、ファシズム（一国一党制、国家社会主義）をとる独伊、共産主義を執るソ連の三大勢力に分かれており、日本政界は、社会革新によるファシズムへの政体意向を企図する革新派（陸軍および革新官僚）と、これに反対する自由主義派に分かれて対立していた。首相の座は、革新派について統制法案を成立させた近衛文麿のあとは、観念右翼の平沼騏一郎、陸軍穏健派の阿部信行と、ファシズムと距離をとる政権に引き継がれ、革新派と対立していた。1939年9月に開戦した第二次世界大戦の緒戦ではナチス・ドイツがポーランドを席巻したことから、親独派の勢いはますます高まった。
阿部内閣は、日中戦争に集中すべく欧州情勢への不介入を表明するも、元来政治基盤が弱かったため自身の出自である陸軍中枢と対立し、短期政権に終わる。次期首相選定で、昭和天皇は海軍穏健派の米内光政海軍大将を希望。湯浅倉平内大臣の主導により、西園寺公望元老ら重臣への意見聴取の上で、1月16日に米内内閣が成立する。しかし陸軍は、天皇の信任の厚い畑俊六陸相の昇格を期待していたことから米内には不満で、これに非協力的な態度で臨むという不安定な政権になる。
政党の側も、ドイツに倣ってファシズムを目指す動きが起こる。2月3日、斎藤隆夫衆議院議員（立憲民政党）の反軍演説が除名騒動に発展する中、社会大衆党ら革新政党が中心となり、陸軍革新派と連携。やがて、近衛元首相を党首に担ぐ「近衛新党」による一国一党制への大きなうねりが起こり、主要政党の分裂や解党の動きが相次ぐ（新体制運動）。5月にはドイツがフランスに電撃侵攻。6月にはフランス全土を抑えると、時局に便乗して親独派の動きはますます強まり、近衛元首相も政権復帰の意思を表明する。近衛と結びついた陸軍は7月4日、「陸軍の総意」（陸軍三長官合意）として畑陸相を辞職させる。後継を得られなかったことにより米内内閣は総辞職に至る。
7月16日、第2次近衛内閣が成立。同内閣の下で日独伊三国同盟が締結され、日本はファシズム（大政翼賛運動）への道を選択する。